# Йеллинг, Элизабет
Элизабет Йеллинг — британская бегунья на длинные дистанции, которая специализируется в марафоне. На олимпийских играх 2004 года заняла 25-е место с результатом 2:40.13. На Олимпиаде 2008 года заняла 26-е место, показав время 2:33.12. Бронзовая призёрка Игр Содружества 2006 года — 2:32.19. Заняла 9-е место на Лондонском марафоне 2008 года с личным рекордом 2:28.33. Заняла 23-е место на чемпионате мира по полумарафону 2001 года — 1:11.29.
Личный рекорд в полумарафоне — 1:09.28.
Её свояченица Хейли Йеллинг также легкоатлетка.